# Frente Islámico Somalí
El Frente Islámico Somalí (FIS), cuyo nombre original es Jabhatul Islamiya (JABISO), fue una organización de carácter insurgente e ideología islamista en Somalia. 

## Historia
El grupo participó activamente durante el 2006 al 2009 en la insurgencia contra Etiopía y en enero de 2009 se unió con Asmara, el "ala base" de la Alianza para la Nueva Liberación de Somalia, liderado por el jeque Hassan Dahir Aweys, quien dirigía las Brigadas "Ras Kamboni", encabezadas por el jeque Hassan Abdullah Hersi al-Turki y un grupo más pequeño Mu'askar Anole para formar Hizbul Islam (el Partido Islámico), que se convirtió en el segundo grupo más poderoso insurgente (después de al-Shabaab) en Somalia, que continuó luchando contra las fuerzas de paz del GFT y la AMISOM, después de la retirada de Etiopía.

### Lucha por la sede en enero de 2009
El 19 de enero de 2009, el Jabhatul Islamiya se enfrentó en una batalla por la sede de la policía del distrito de Dharkinley, de la ciudad de Mogadiscio. El enfrentamiento fue contra el gobierno somalí, en el cual murieron al menos 2 personas. El grupo terrorista Jabhatul Islamiya se había apoderado de la estación de policía la semana anterior, pero fue superado y obligado a retirarse. Más adelante en el mismo día recibieron refuerzos y lograron volver a tomar el control de la estación de policía, convertida en base terrorista.